# Бохенська Євгенія Іванівна
Євгенія Іванівна Бохенська (іноді Бохенська-Танчаковська (3 січня 1867, Красносільці, тепер Збаразький район, Тернопільська область, Україна — 30 жовтня 1944, Голешів, тепер Жидачівський район, Львівська область) — українська письменниця, публіцистка, педагог.

## Життєпис
Народилася 3 січня 1867 року в селі Красносільці (Збаразький повіт, Королівство Галичини і Володимирії, Австро-Угорщина, нині Збаразького району Тернопільської області, Україна) в сім'ї священика.
Початкову школу закінчила в рідному селі, потім навчалася в школі у Збаражі. Закінчила в 1884 році Тернопільську учительську семінарію.

### Педагогічна діяльність
Після закінчення педагогічної практики, з 1885-го по 1944 роки працювала вчителькою: спочатку в рідному селі, а потім в інших місцях.
Майже шість десятиліть навчала вона сільських дітей, здобувши заслужену славу однієї з найкращих учительок Галичини. Одночасно з педагогічною роботою Є. Бохенська займалася й літературною діяльністю.
На формування світогляду й літературно-естетичних поглядів та переконань Є. Бохенської мав чималий вплив Іван Франко, з яким вона перебувала у творчих та дружніх взаєминах від середини 1880-х років до кінця його життя.

### Літературна діяльність
Друкуватися почала з 1884 року в журналі «Зоря», де були опубліковані вірші «Літа мої молоденькі» і «Пусти мене, мамцю», створені за фольклорними мотивами. У наступні роки побачили світ вірш «Дівчина і рутка», психологічні етюди із життя селян «Запомога» і учнівської молоді «Зі споминів семінаристки» та інші. Євгенії Бохенській належать також переспіви з творів польських поетів Адама Асника «Сонце і сирота» і Теофіла Ленартовича «Люби землю рідненьку».
Цікава праця Є. Бохенської «Спомин про Корнила Устияновича». Її сучасники твердили, що такі ж спогади письменниця готувала про І. Франка та В. Гнатюка. Бохенська мала також нагоду спілкуватися з Михайлом Грушевським, Василем Стефаником, Михайлом Коцюбинським, Гнатом Хоткевичем, Антоном Крушельницьким. Тобто вона мала про що розповідати людям у своїх творах.
Особливо тісними були зв'язки Є. Бохенської з В. Гнатюком. Вона пильно стежила за його науковою діяльністю, одержувала від нього книги, надсилала йому фольклорні, етнографічні та літературно-художні матеріали тощо.
Євгенія Бохенська залишила в спадок також записи пісенного фольклору, прислів'їв, приказок, загадок. На їх основі створено перші вірші письменниці, у яких проступала її громадянська позиція. Для віршів, новел, оповідань Є. Бохенської характерний національний колорит. Глибокі знання з історії, культури, побуту, образність мислення авторки ставлять її твори в ряд читомих.
На жаль, майже весь особистий архів письменниці пропав під час Другої світової війни. Деяка частина її творчих рукописів зберігається у відділі рукописів Львівської наукової бібліотеки ім. Стефаника АН України.
Останні роки Є. Бохенська жила самітно, без сім'ї та близької родини в с. Голишеві Жидачівського району на Львівщині, де й померла 30 жовтня 1944 року.